# Fakaofo
Fakaofo és un atol de les illes Tokelau, dependents de Nova Zelanda. És l'atol situat a l'est de l'arxipèlag

## Geografia
Té una població de menys de 500 habitants però abans era el més poblat. L'atol mesura uns 5 km d'ample i uns 12 km de llarg.
L'illa de Fakaofo, que està a l'oest, hi té un poblat amb el mateix nom de Fakaofo. Més a l'oest, a l'extrem, es troba l'illa de Fenua Fala, on hi ha l'altre poblat de l'illa. Al poblat de Fakaofo hi poden ancorar les embarcacions. Hi ha un pas cap a la llacuna on les embarcacions poden entrar en cas d'emergència, i a Fenua Fala també es pot ancorar. L'illa de l'extrem sud es diu Fenua Loa, la de l'extrem est (nord-est), Matagi; i la del nord, Mulfenua.

## Història
Fakaofo va ser descobert pel capità francès Morvan, el 1841. Abans es coneixia amb el nom de Bowditch.